# Esenler Erokspor
El Esenler Erokspor es un equipo de fútbol de Turquía que juega en la TFF Primera División, la segunda categoría nacional. También cuenta con una sección en baloncesto.

## Historia
Fue fundado el 16 de noviembre de 1959 en el distrito de Beyoglu pero se mudarían a la capital Estambul al finalizar la temporada 2012/13. En esa temporada fue ascendido a la Liga Super Amateur de Estambul como campeón del grupo. Al final de la temporada 2013-2014 terminó de tercero en el Grupo Klasman de la Liga Super Amateur de Estambul y se ganó el derecho de competir en la Liga Regional de Aficiones por primera vez en su historia. Pero en su primera temporada en la Regional Amateur League 11 terminó a dos puntos del Babaeskispor y descendió a la Liga Super Amateur de Estambul.
En la Liga Super Amateur de Estambul 1 el Erokspor, que volvió a ser el campeón del Grupo, pasaría a jugar en la Liga Amatemática Regional 10 en la temporada 2016-2017. En el grupo estuvo como líder delante con dos puntos de ventaja. Ganó los play-offs para buscar el ascenso, pero el Erokspor perdió 1-3 ante el Turgutluspor en el primer partido, luego venció al Estambul Modafenspor por 2-1 el 30 de abril de 2017 y por tercera vez en su historia ganó la liga. Antes de la temporada 2018-19, fue reestructurada trasladó su sede.
El Esenler Erokspor participó en el segundo grupo de la liga, jugó en la liga después de la novena semana de la temporada con Zafer Turan. Tuvo 16 victorias, 14 empates y 4 derrotas en 34 partidos. Logró 62 puntos, terminando segundo en el grupo y se clasificó para los play-offs. En la semifinal de los play-offs, fue eliminado como resultado por 1-3 y 0-3 ante el Büyükşehir Belediyespor en el último partido disputado en el Eryaman Stadium, Batuhan Erokspor marcó el 1-0 en el minuto 13, mientras mientras que Efe Can Can Allbekler marcó el gol en el minuto 76. En el minuto 88 del partido Esenler Erokspor, que no pudo evitar el gol de penalti de Batuhan Er y fue eliminado.
En la temporada 2019-20 el Esenler Erokspor, que estaba en el segundo grupo de su grupo, jugó los primeros cinco, pero se dio la interrupción de las ligas debido a la pandemia de Covid-19. Perdió 1-2 ante el Turgutluspor en las semifinales.
En la temporada de 2020-21 el Esenler Erokspor, quien compitió en el tercer grupo de la liga, logró 19 victorias, 7 empates y 6 derrotas en 32 partidos y terminó segundo detrás de Somaspor con 64 puntos en la temporada. Logró clasificar para jugar en los play-offs, pero fue eliminado por el Isparta 32 Spor en las semifinales.
En la temporada de 2021-2022 el Esenler Erokspor, que jugó en el tercer grupo de la liga, lograría el ascenso a la TFF Segunda División por primera vez en su historia.[5] En la temporada 2023-24 el Esenler Erokspor, quien participó en el Grupo Blanco en su primera vez quedó a la altura de la liga y consiguió el ascenso a la TFF Primera División por primera vez en su historia.